# Omloop van het Hageland 2011
La 5e édition de l'Omloop van het Hageland a eu lieu le 6 mars 2011. La course fait partie du calendrier international féminin UCI 2011 en catégorie 1.2 et de la Lotto Cycling Cup pour Dames 2011. Elle est remportée par la Suédoise Emma Johansson.

## Classements

### Classement final
| \| Classement général \| Classement général \| Classement général \| Classement général \| Classement général \| \| Coureuse \| Coureuse \| Pays \| Équipe \| Temps \| \| ------------------ \| -------------------- \| ------------------ \| ------------------------------- \| ------------------ \| \| 1re \| Emma Johansson \| Suède \| Hitec Products-UCK \| 3 h 29 min 21 s \| \| 2e \| Adrie Visser \| Pays-Bas \| HTC-Highroad Women \| + 0 s \| \| 3e \| Sjoukje Dufoer \| Belgique \| Topsport Vlaanderen 2012-Ridley \| + 0 s \| \| 4e \| Marie Lindberg \| Suède \| Abus Nutrixxion \| + 0 s \| \| 5e \| Sofie De Vuyst \| Belgique \| Lotto Honda \| + 0 s \| \| 6e \| Pascale Jeuland \| France \| Vienne Futuroscope \| + 0 s \| \| 7e \| Ludivine Henrion \| Belgique \| Lotto Honda \| + 0 s \| \| 8e \| Amy Pieters \| Pays-Bas \| Skil-Argos \| + 0 s \| \| 9e \| Liesbet De Vocht \| Belgique \| Topsport Vlaanderen 2012-Ridley \| + 0 s \| \| 10e \| Elisa Longo Borghini \| Italie \| Top Girls-Fassa Bortolo \| + 0 s \| |                      |          |                                 |                 |
| |                      |          |                                 |                 |
| Source : Cycling Quotient |                      |          |                                 |                 |
| Classement général |                      |          |                                 |                 |
| Coureuse | Coureuse             | Pays     | Équipe                          | Temps           |
| 1re | Emma Johansson       | Suède    | Hitec Products-UCK              | 3 h 29 min 21 s |
| 2e | Adrie Visser         | Pays-Bas | HTC-Highroad Women              | + 0 s           |
| 3e | Sjoukje Dufoer       | Belgique | Topsport Vlaanderen 2012-Ridley | + 0 s           |
| 4e | Marie Lindberg       | Suède    | Abus Nutrixxion                 | + 0 s           |
| 5e | Sofie De Vuyst       | Belgique | Lotto Honda                     | + 0 s           |
| 6e | Pascale Jeuland      | France   | Vienne Futuroscope              | + 0 s           |
| 7e | Ludivine Henrion     | Belgique | Lotto Honda                     | + 0 s           |
| 8e | Amy Pieters          | Pays-Bas | Skil-Argos                      | + 0 s           |
| 9e | Liesbet De Vocht     | Belgique | Topsport Vlaanderen 2012-Ridley | + 0 s           |
| 10e | Elisa Longo Borghini | Italie   | Top Girls-Fassa Bortolo         | + 0 s           |

### Points UCI
| Position           | 1er | 2e | 3e | 4e | 5e | 6e | 7e | 8e |
| Classement général | 40  | 30 | 16 | 12 | 10 | 8  | 6  | 3  |